# 索爾斯比維爾 (加利福尼亞州)
索爾斯比維爾（英語：Soulsbyville）是位於美國加利福尼亞州圖奧勒米縣的一個人口普查指定地區。

## 地理
索爾斯比維爾的座標為37°59′42″N 120°15′37″W / 37.99500°N 120.26028°W，而該地最高點為海拔高度893米（即2930英尺）。

## 人口
根據2010年美國人口普查的數據，索爾斯比維爾的面積為7.812平方千米，當中陸地面積為7.796平方千米，而水域面積為0.016平方千米。當地共有人口2215人，而人口密度為每平方千米283人。